# Кескинен, Топи
Топи Кескинен (фин. Topi Keskinen; род. 7 марта 2003, Эспоо, Южная Финляндия) — финский футболист, нападающий клуба «Абердин» и сборной Финляндии.

## Клубная карьера
Кескинен — воспитанник клуба «Миккелин Паллоильят». 19 октября 2019 года в матче против ЯасПа он дебютировал в Какконене. В 2020 году Топи недолго выступал на правах аренды за СавЮ, а затем вернулся обратно. 5 июля 2020 года в матче против КПВ он дебютировал в Юккёнен. 4 июня 2021 года в поединке против КПВ Топи забил свой первый гол за «Миккелин Паллоильят».
В 2023 году Кескинен перешёл в ХИК, подписав контракт на 3 года. 27 января в матче Кубка финской лиги против «Мариенхамна» он дебютировал за основной состав. 8 февраля в поединке против «Лахти» Топи сделал «покер», забив свои первые голы за ХИК. 5 апреля в матче против «Хонки» он дебютировал в Вейккауслиге.
Летом 2024 года Кескинен перешёл в шотландский «Абердин», подписав контракт на четыре года. Сумма трансфера составила 1 млн евро. 25 августа в матче против «Килмарнока» он дебютировал в шотландской Премьер-лиге.

## Международная карьера
7 сентября 2024 года в матче Лиги наций против сборной Греции Кескинен дебютировал за сборную Финляндии.

## Достижения
Клубные
 ХИК
- Победитель Вейккауслиги — 2023